# Eyjafjallajökull
Eyjafjallajökull ( PRONÚNCIA) é um glaciar (br: geleira) em cima de um vulcão subglacial, situados perto da costa sul da Islândia, e localizados a norte da pequena localidade de Skógar e a oeste do glaciar de maiores dimensões conhecido como Mýrdalsjökull.

O glaciar tem uma área de 78 km2, sendo assim um dos glaciares com menor dimensão do país.                                                           O vulcão tem uma altitude de 1 666 m e uma cratera com uns 2 km de comprimento e uns 60 m de largura.

O vulcão começou a ter atividade eruptiva mais frequente a partir da última idade do gelo.                                                                   A sua penúltima erupção ocorreu em 1821-23, provocando um jökulhlaup (literalmente, "corrida glaciar") fatal.

O limite sul da montanha fez, no passado, parte da costa atlântica. Com a regressão marítima, formaram-se penhascos inclinados que originam hoje em dia um conjunto impressionante de quedas de água, sendo a mais conhecida a de Skógafoss. 

## Nome

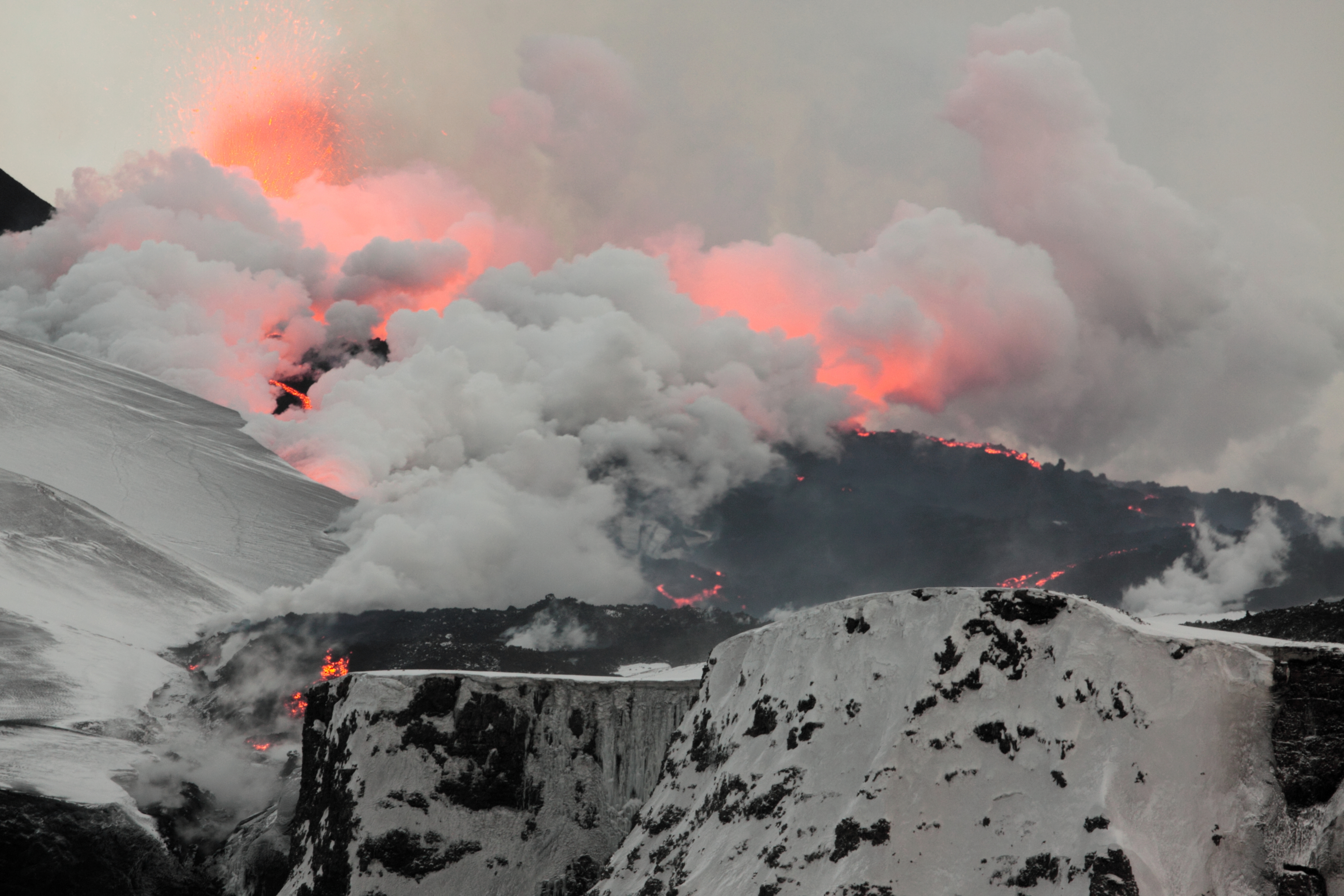
Imagem da erupção em abril de 2010.

O nome Eyjafjallajökull é uma justaposição dos substantivos islandeses eyja, fjalla e jökull, respectivamente "ilha", "montanha" (ambos no genitivo plural) e "geleira". O termo pode ser traduzido, literalmente, como "glaciar da montanha da ilha".

## Erupções recentes

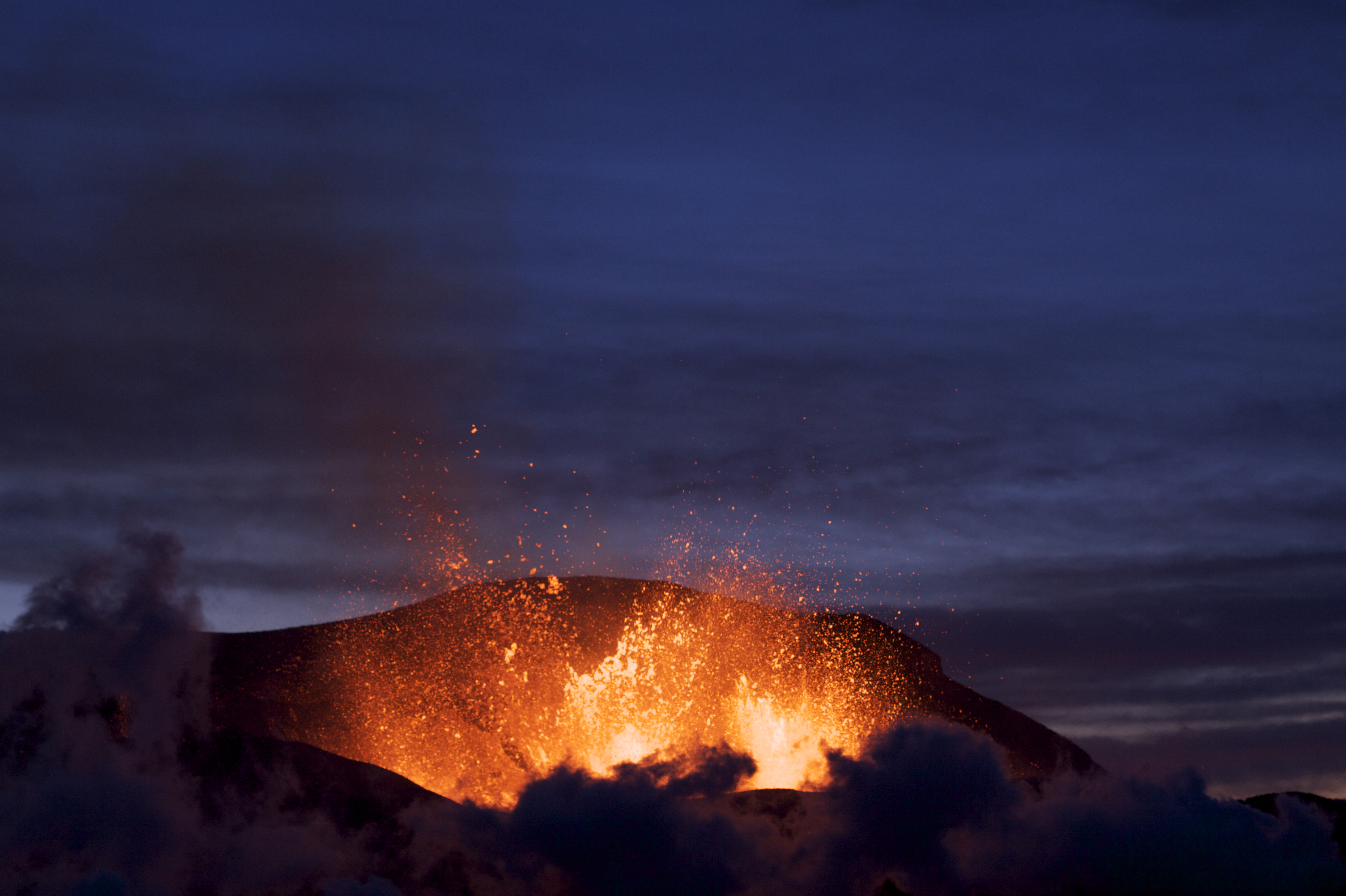
Erupção vulcânica no Eyjafjallajökull, Islândia.

O vulcão entrou em erupção novamente em 21 de março de 2010; o tráfego aéreo de boa parte do norte da Europa foi prejudicado pela enorme coluna de fumaça expelida. Em 15 de abril o espaço aéreo foi fechado em diversos países do norte e oeste da Europa para voos comerciais devido à precipitação de cinzas na atmosfera, que poderiam causar entupimento dos tubos de Pitot e falhas operacionais dos motores a jato dos aviões.

## Acesso a Eyjafjallajökull
A forma mais fácil de aceder a Eyjafjallajökull é pela estrada de circunvalação Hringvegur (islandês: Þjóðvegur 1), perfazendo um percurso de uns 125 km desde Reiquiavique. 